# ネオキサンチン
ネオキサンチン(Neoxanthin)は、カロテノイド、キサントフィルである。植物では、植物ホルモンアブシジン酸の生合成における中間体である。ビオラキサンチンからネオキサンチンシンターゼの作用によって合成される。ホウレンソウのような緑色の葉物野菜に含まれる主要なキサントフィルである。